# Глухова Жанна Василівна
Жанна Василівна Глухова — українська лижниця (стрибки з трампліна). Чемпіонка України серед жінок 2024 року, майстер спорту України.
Перший тренер — Андрій Андрійович Карпенко.
Живе та тренується у Ворохті (Івано-Франківськ область).
Учасниця Європейських ігор 2023.
У сезоні 2024/25 дебютувала на Кубку світу. Уже на першому етапі (в норвезькому Ліллегаммері) 17-річна спортсменка фінішувала на 36-му місці, що стало найкращим результатом представниць України в історії Кубка світу.